# 시마즈촌 (미에현)
시마즈촌(島津村)은 미에현 와타라이군에 있던 촌이다. 현재의 미나미이세정의 서쪽 끝에 해당한다.

## 역사
- 1889년 4월 1일 - 정촌제 시행에 의해 와타라이군 시마즈촌이 성립하였다.
- 1945년 6월 5일 - B-29가 촌내 산림에 추락, 주민 4명과 B-29의 승무원인 미군 2명이 사망
- 1955년 4월 1일 - 요시즈정, 우구라촌, 나카지마촌과 합병해 미나미이세정이 성립하여, 동일 시마즈촌은 폐지되었다.

## 참고문헌
- 三重県歴史教育者協議会 編『三重の戦争遺跡 増補改訂版』つむぎ出版、2006年8月15日、314p. ISBN 4-87668-151-1
- 가도카와 일본 지명 대사전 24 三重県